# Раде Вељовић
Раде Вељовић (Београд, 9. август 1986) је бивши српски фудбалер. Играо је на позицији нападача.

## Клупска каријера
Вељовић је играо у млађим категоријама за Обреновац 1905, а затим и за Црвену звезду. Деби у сениорском фудбалу је имао у екипи Јединства са Уба, након чега игра за Напредак из Крушевца. Афирмацију стиче у екипи Вождовца, у чијем дресу је у Првој лиги Србије постигао 22 гола на 47 утакмица. У децембру 2008. је потписао уговор са румунским Клужом који је у тој сезони играо у Лиги шампиона. Није успео да се избори за место у екипи Клужа, па је био на позајмицама у румунским екипама Униреа и Таргу Муреш. Играо је и за бањалучки Борац са којим је 2011. године освојио титулу првака Босне и Херцеговине, затим за Јавор из Ивањице, Смедерево, поново Вождовац а у зиму 2015. године се прикључио Раднику из Сурдулице, који му је био и последњи клуб.

## Репрезентација
У јуну 2009. године, селектор репрезентације Србије до 21. године Слободан Крчмаревић је уврстио Вељовића на коначни списак играча за Европско првенство 2009. године у Шведској. Србија је такмичење завршила у групној фази након што је из три меча имала један пораз и два нерешена резултат. Вељовић је прву утакмицу на првенству против Италије преседео на клупи, на другој утакмици против Белорусије је ушао у игру у 82. минуту, док је на трећој утакмици против домаћина Шведске био стартер али је изведен на полувремену.